# Vlag van Porto Alegre

Vlag van Porto Alegre

De vlag van Porto Alegre bestaat uit een wit veld waarop in het midden het wapen van Porto Alegre is afgebeeld. De vlag van werd gecreëerd op 12 juli 1974, tijdens het bestuur van burgemeester Telmo Thompson Flores, door middel van wet nr. 3.893 van hetzelfde jaar.
Het wapen werd ontworpen in 1953. Het kruis is het symbool van Portugal en tegelijkertijd van het christendom. De koloniale poort was een typisch herkenningspunt en de hoofdingang van de stad. Het ligt onder een gouden lijn om de vruchtbaarheid van de grond in deze regio aan te geven. Het karveel vertegenwoordigt het schip (Nau da Nossa Senhora da Alminha) dat de eerste kolonisten bracht die de stad stichtten.